# Passalora mimosae
Passalora mimosae är en svampart som först beskrevs av F. Stevens & Dalbey, och fick sitt nu gällande namn av U. Braun 1995. Passalora mimosae ingår i släktet Passalora och familjen Mycosphaerellaceae.   Inga underarter finns listade i Catalogue of Life.